# Cissus blumeana
Cissus blumeana là một loài thực vật hai lá mầm trong họ Nho. Loài này được Span. miêu tả khoa học đầu tiên năm 1841.